# Hôtel Saint-Michel (La Bouille)
L'hôtel Saint-Michel est un monument de La Bouille construit au XVe siècle. L'édifice est inscrit comme monument historique depuis 1930.

## Localisation
Le monument est situé rue Saint-Michel ou place Saint-Michel à La Bouille dans le département français de la Seine-Maritime.

## Historique
Le monument est construit au XVe siècle.
Le chancelier Pierre Séguier, qui est chargé de mater la révolte des Va-nu-pieds en 1639, s'installe dans l'hôtel Saint-Michel le temps de sa mission.
La façade est modifiée au XIXe siècle.
L'édifice est inscrit aux monuments historiques par un arrêté du 14 avril 1930.

## Architecture

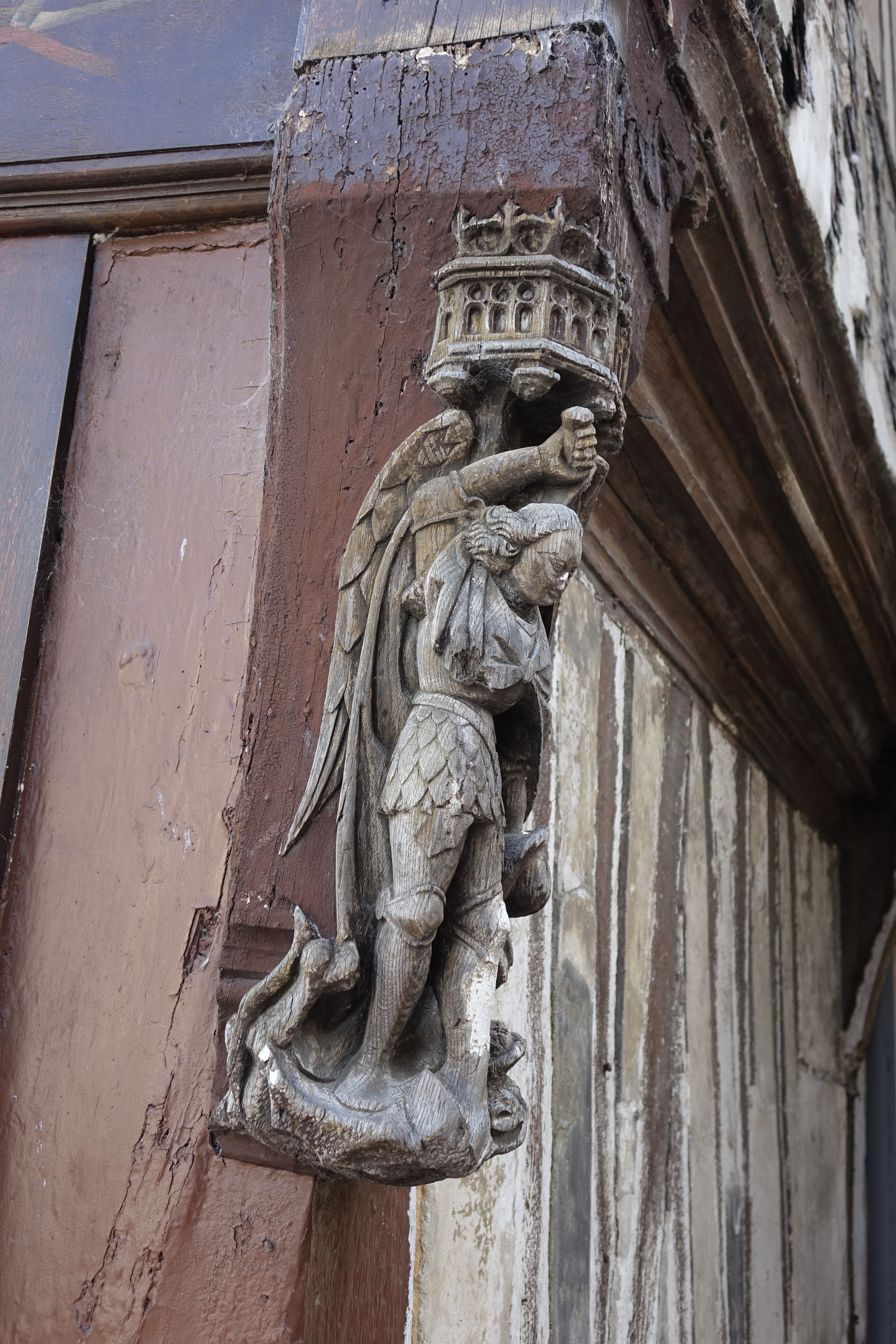
La statue de l'archange.

La façade de l'édifice comporte une statue de l'archange Saint Michel du XVe siècle-XVIe siècle.